# Begonia nantoensis
Espèce
Begonia nantoensis est une espèce de plantes de la famille des Begoniaceae.
L'espèce fait partie de la section Platycentrum.
Elle a été décrite en 1992 par Ming Jou Lai (1949-2007) et Nian June Chung.

## Répartition géographique
Cette espèce est originaire du pays suivant : Taïwan.